# Esposende
Esposende é uma cidade portuguesa localizada na sub-região do Cávado, pertencendo à região do Norte e ao distrito de Braga. 
É sede do município de Esposende que tem uma área total de 95,41 km2, 35.138 habitantes em 2021 e uma densidade populacional de 368 habitantes por km2, subdividido em 9 freguesias. O município é limitado a norte pelo município de Viana do Castelo, a leste por Barcelos, a sul pela Póvoa de Varzim e a oeste pelo Oceano Atlântico.
O ponto mais elevado do município situa-se na Maceira, a 281 metros de altitude, na freguesia de Vila Chã.

## História
Escavações arqueológicas permitiram recolher artefactos líticos talhados (ferramentas de pedra lascada), atribuídos ao denominado tecno-complexo Acheulense, fazendo recuar a ocupação humana no território de Esposende a 300 mil anos.
Esposende foi elevada à categoria de Vila, por foral do rei D. Sebastião em 19 de Agosto de 1572.
Elevação da sede do município a cidade em 2 de Julho de 1993.

## Geografia
A cidade tem sido designada, na promoção turística, como "um privilégio da natureza", visto que confina com o oceano, o rio, a planície e o Monte de Faro. O município de Esposende acompanha a costa atlântica ao longo de 16 km. A faixa costeira está protegida pelas normas do Parque Natural do Litoral Norte. Grande parte do território do município encontra-se na planície. É delimitado a norte pelo rio Neiva e dividido a meio pelo rio Cávado.

### Clima
O município está localizado no norte de Portugal. O clima oceânico prevalece e inclui temperaturas bastante homogéneas durante o ano, com verões moderados e ensolarados (temperaturas médias entre 17 e 25 ° C) e invernos amenos e húmidos (temperaturas médias entre 7 e 15 ° C ). A amplitude térmica anual é baixa graças à influência oceânica.

### Município
Administrativamente o município fica situado no distrito de Braga.
A Câmara Municipal é presidida por Guilherme Emílio.

### Freguesias

Freguesias do município de Esposende, após a Reorganização Administrativa de 2013.

Após a recente e discricionária reunião de freguesias, contestada por quase todas as freguesias originais, o município de Esposende ficou dividido em 9 freguesias:
- Antas
- Apúlia e Fão
- Belinho e Mar
- Esposende, Marinhas e Gandra (Cidade)
- Fonte Boa e Rio Tinto
- Forjães
- Gemeses
- Palmeira de Faro e Curvos
- Vila Chã

### Geminações
Esposende participa em dois protocolos de geminação. Com:
- Ozoir-la-Ferrière, Sena e Marne, França
- São Domingos, Ilha de Santiago, Cabo Verde, desde 19 de agosto de 1997[6]

## Cultura

### Gastronomia
O doce mais conhecido e apreciado de Esposende é a Clarinha. Confeccionado em todas as confeitarias do município e em muitas casas particulares para consumo próprio, admite-se que teve origem na freguesia de Fão.

### Procissões
- Procissão do Senhor aos Enfermos
- Procissão de Santa Marinha de Forjães (18 de Julho)
- Procissão do Senhor dos Passos, Belinho
- Procissão S. Pedro, Belinho (1 de Agosto)
- Procissão da  Senhora da Saúde e Soledade, Esposende (15 de agosto)
- Procissão de S. Bartolomeu do Mar (24 de agosto)
- Procissão de Nossa Senhora da Guia, Apúlia (3.º fim de semana de Agosto)

## Património imóvel

### Arqueologia
- Castro de São Lourenço
- Menir de São Paio de Antas
- Anta da Portelagem e Mamoas do Rápido
- Grubehus do Lugar das Pedrinhas

### Arquitetura religiosa
- Cemitério medieval das Barreiras
- Santuário da Senhora da Guia, Belinho
- Capela do Senhor dos Aflitos
- Capela de São João Baptista
- Alminhas de Redonda ou da Cruz
- Alminhas de Belinho ou do Miguel Devesas

### Arquitetura militar
- Forte de Esposende
- Facho da Bonança

### Arquitetura civil
- Ponte de Fão
- Habitações do Lugar das Pedrinhas e Cedovém

### Museus
- Museu Municipal de Esposende
- Museu Marítimo de Esposende
- Museu d’Arte – Fão

## Evolução da População do Município
| Número de habitantes | Número de habitantes | Número de habitantes | Número de habitantes | Número de habitantes | Número de habitantes | Número de habitantes | Número de habitantes | Número de habitantes | Número de habitantes | Número de habitantes | Número de habitantes | Número de habitantes | Número de habitantes | Número de habitantes | Número de habitantes |
| -------------------- | -------------------- | -------------------- | -------------------- | -------------------- | -------------------- | -------------------- | -------------------- | -------------------- | -------------------- | -------------------- | -------------------- | -------------------- | -------------------- | -------------------- | -------------------- |
| 1864                 | 1878                 | 1890                 | 1900                 | 1911                 | 1920                 | 1930                 | 1940                 | 1950                 | 1960                 | 1970                 | 1981                 | 1991                 | 2001                 | 2011                 | 2021                 |
| 13 330               | 14 181               | 15 085               | 15 161               | 16 417               | 17 036               | 19 452               | 20 777               | 22 891               | 23 966               | 24 017               | 28 652               | 30 101               | 33 325               | 34 254               | 35 132               |

(Número de habitantes que tinham a residência oficial neste município à data em que os censos se realizaram.)
| Número de habitantes por Grupo Etário | Número de habitantes por Grupo Etário | Número de habitantes por Grupo Etário | Número de habitantes por Grupo Etário | Número de habitantes por Grupo Etário | Número de habitantes por Grupo Etário | Número de habitantes por Grupo Etário | Número de habitantes por Grupo Etário | Número de habitantes por Grupo Etário | Número de habitantes por Grupo Etário | Número de habitantes por Grupo Etário | Número de habitantes por Grupo Etário | Número de habitantes por Grupo Etário | Número de habitantes por Grupo Etário |
| ------------------------------------- | ------------------------------------- | ------------------------------------- | ------------------------------------- | ------------------------------------- | ------------------------------------- | ------------------------------------- | ------------------------------------- | ------------------------------------- | ------------------------------------- | ------------------------------------- | ------------------------------------- | ------------------------------------- | ------------------------------------- |
|                                       | 1900                                  | 1911                                  | 1920                                  | 1930                                  | 1940                                  | 1950                                  | 1960                                  | 1970                                  | 1981                                  | 1991                                  | 2001                                  | 2011                                  | 2021                                  |
| 0-14 Anos                             | 5 204                                 | 5 595                                 | 5 475                                 | 6 124                                 | 7 214                                 | 8 150                                 | 8 820                                 | 9 095                                 | 9 411                                 | 7 760                                 | 6 680                                 | 5 655                                 | 4 776                                 |
| 15-24 Anos                            | 2 468                                 | 2 852                                 | 2 938                                 | 3 331                                 | 3 606                                 | 3 913                                 | 4 053                                 | 4 110                                 | 5 579                                 | 5 719                                 | 5 611                                 | 4 265                                 | 3 896                                 |
| 25-64 Anos                            | 6 180                                 | 6 434                                 | 6 619                                 | 7 192                                 | 8 372                                 | 8 899                                 | 9 342                                 | 8 730                                 | 11 153                                | 13 564                                | 17 028                                | 19 285                                | 19 419                                |
| = ou > 65 Anos                        | 1 102                                 | 1 095                                 | 1 097                                 | 1 279                                 | 1 401                                 | 1 535                                 | 1 751                                 | 1 790                                 | 2 509                                 | 3 058                                 | 4 006                                 | 5 049                                 | 7 041                                 |

(Obs: De 1900 a 1950 os dados referem-se à população presente no município à data em que eles se realizaram Daí que se registem algumas diferenças relativamente à designada população residente)

### Personalidades ilustres
- Barão de Esposende
- António Correia de Oliveira (1879-1960), foi um poeta português, viveu parte da sua vida na Casa de Belinho.
- António Rodrigues Sampaio (1806-1882), lutador pela causa liberal, "pai do jornalismo português", destacado político, autor de importantes reformas, a administrativa e do ensino primário, nascido na freguesia de São Bartolomeu do Mar (Esposende).
- Alfredo Evangelista Viana de Lima (1913-1991), arquiteto, nascido na freguesia de Marinhas (Esposende).
- Paulo Gonçalves - Natural de Gemeses, nasceu em 5 de Fevereiro de 1979, e faleceu em Layla, na Arábia Saudita, em 12 de Janeiro de 2020, durante o Rally Dakar.[9]

## Transportes
Esposende está dotada de uma central de camionagem situada, a nascente da estrada nacional Porto-Viana.

## Economia
A empresa de cabos eléctricos, Solidal e os Lacticíneos das Marinhas são das empresas mais antigas ainda em funcionamento.
Várias empresas do setor têxtil, fecharam portas enquanto abriram empresas de outros ramos. No turismo distingue-se o Hotel Suave Mar enquanto o outro notável hotel de Esposende, o Hotel Nélia fechou portas. É também sede da Prozis, uma das maiores empresas de nutrição desportiva da Europa.

## Política

### Eleições autárquicas[11]
| Data | %      | V      | %       | V       | %     | V     | %            | V            | %              | V   | %              | V  | %              | V   | %   | V   | %  | V  | Participação |                |
| Data | CDS-PP | CDS-PP | PPD/PSD | PPD/PSD | PS    | PS    | FEPU/APU/CDU | FEPU/APU/CDU | PRD            | PRD | BE             | BE | PPM            | PPM | GCE | GCE | CH | CH | Participação |                |
| ---- | ------ | ------ | ------- | ------- | ----- | ----- | ------------ | ------------ | -------------- | --- | -------------- | -- | -------------- | --- | --- | --- | -- | -- | ------------ | -------------- |
| Data | 1976   | 38,51  | 3       | 31,86   | 3     | 17,16 | 1            | 5,78         | -              |     |                |    |                |     |     |     |    |    |              | 74,08 / 100,00 |
| 1979 | 52,62  | 5      | 29,49   | 2       | 6,90  | -     | 7,82         | -            | 80,61 / 100,00 |     |                |    |                |     |     |     |    |    |              |                |
| 1982 | 42,06  | 4      | 37,60   | 3       | 8,75  | -     | 7,20         | -            | 79,33 / 100,00 |     |                |    |                |     |     |     |    |    |              |                |
| 1985 | 49,60  | 4      | 38,68   | 3       | 5,45  | -     | 2,29         | -            | 1,66           | -   | 79,83 / 100,00 |    |                |     |     |     |    |    |              |                |
| 1989 | 36,75  | 3      | 47,33   | 4       | 11,36 | -     | 2,05         | -            |                |     | 78,32 / 100,00 |    |                |     |     |     |    |    |              |                |
| 1993 | 18,94  | 1      | 61,03   | 5       | 13,91 | 1     | 2,81         | -            | 74,82 / 100,00 |     |                |    |                |     |     |     |    |    |              |                |
| 1997 | 13,24  | 1      | 59,79   | 5       | 21,77 | 1     | 1,69         | -            | 75,72 / 100,00 |     |                |    |                |     |     |     |    |    |              |                |
| 2001 | 9,31   | -      | 56,52   | 5       | 28,24 | 2     | 2,95         | -            | 74,39 / 100,00 |     |                |    |                |     |     |     |    |    |              |                |
| 2005 | 14,18  | 1      | 49,61   | 4       | 27,78 | 2     | 4,15         | -            | 70,63 / 100,00 |     |                |    |                |     |     |     |    |    |              |                |
| 2009 | 12,78  | 1      | 58,92   | 5       | 19,94 | 1     | 3,29         | -            | 1,66           | -   | 0,26           | -  | 64,62 / 100,00 |     |     |     |    |    |              |                |
| 2013 | 10,62  | 1      | 56,49   | 5       | 20,77 | 1     | 5,28         | -            |                |     |                |    | 56,37 / 100,00 |     |     |     |    |    |              |                |
| 2017 | 3,71   | -      | 60,45   | 6       | 9,73  | -     | 3,54         | -            | 19,00          | 1   | 62,11 / 100,00 |    |                |     |     |     |    |    |              |                |
| 2021 | 9,48   | -      | 58,41   | 6       | 19,06 | 1     | 3,42         | -            |                |     | 3,77           | -  | 59,77 / 100,00 |     |     |     |    |    |              |                |

### Eleições legislativas
| Ano  | %     | %     | %     | %    | %     | %     | %        | %     | %    | %     | %    | %   | %       | % | %  | %  |
| Ano  | CDS   | PSD   | PS    | PCP  | UDP   | AD    | APU/ CDU | FRS   | PRD  | PSN   | B.E. | PAN | PSD CDS | L | CH | IL |
| ---- | ----- | ----- | ----- | ---- | ----- | ----- | -------- | ----- | ---- | ----- | ---- | --- | ------- | - | -- | -- |
| 1976 | 35,37 | 34,02 | 18,55 | 2,95 | 0,51  |       |          |       |      |       |      |     |         |   |    |    |
| 1979 | AD    | AD    | 17,43 | APU  | 1,12  | 68,07 | 6,30     |       |      |       |      |     |         |   |    |    |
| 1980 | AD    | AD    | FRS   | APU  | 0,78  | 72,57 | 6,03     | 14,92 |      |       |      |     |         |   |    |    |
| 1983 | 32,03 | 30,74 | 25,32 | APU  | 0,34  |       | 5,63     |       |      |       |      |     |         |   |    |    |
| 1985 | 22,98 | 40,02 | 13,85 | APU  | 0,55  | 5,95  | 11,15    |       |      |       |      |     |         |   |    |    |
| 1987 | 11,80 | 63,08 | 13,54 | CDU  | 0,46  | 4,18  | 2,13     |       |      |       |      |     |         |   |    |    |
| 1991 | 12,96 | 59,95 | 19,87 | CDU  |       | 2,35  | 0,29     | 1,03  |      |       |      |     |         |   |    |    |
| 1995 | 18,37 | 45,61 | 30,20 | CDU  | 0,30  | 2,47  |          | 0,33  |      |       |      |     |         |   |    |    |
| 1999 | 17,26 | 39,86 | 35,10 | CDU  |       | 2,95  | 0,33     | 0,97  |      |       |      |     |         |   |    |    |
| 2002 | 16,61 | 49,93 | 26,41 | CDU  | 2,70  |       | 1,37     |       |      |       |      |     |         |   |    |    |
| 2005 | 13,17 | 39,21 | 34,43 | CDU  | 3,33  | 4,25  |          |       |      |       |      |     |         |   |    |    |
| 2009 | 15,27 | 36,62 | 30,18 | CDU  | 3,66  | 7,65  |          |       |      |       |      |     |         |   |    |    |
| 2011 | 14,66 | 49,23 | 20,19 | CDU  | 4,07  | 3,51  | 0,82     |       |      |       |      |     |         |   |    |    |
| 2015 | PSD   | CDS   | 22,28 | CDU  | 3,95  | 7,14  | 0,99     | 55,48 | 0,48 |       |      |     |         |   |    |    |
| 2019 | 7,04  | 40,48 | 27,74 | CDU  | 3,15  | 7,74  | 2,73     |       | 0,81 | 0,70  | 1,11 |     |         |   |    |    |
| 2022 | 3,13  | 42,75 | 31,48 | CDU  | 2,21  | 3,65  | 1,27     | 0,85  | 6,90 | 4,57  |      |     |         |   |    |    |
| 2024 | AD    | AD    | 19,15 | CDU  | 40,71 | 1,32  | 3,37     | 1,48  | 2,42 | 18,11 | 6,65 |     |         |   |    |    |

## Espaços de lazer
- Complexo de Piscinas da Foz do Cávado
- Piscinas Municipais de Forjães

### Praias
- Praia da Apúlia
- Praia de Belinho
- Praia de Cedovém
- Praia de Cepães
- Praia do Lugar das Pedrinhas
- Praia de Ofir
- Praia de Rio de Moinhos
- Praia de Suave Mar
- Praia de S. Bartolomeu do Mar

### Percursos pedestres
- PR1 EPS "Entre o Neiva e o Atlântico" (9,5 km - fácil- circular) https://web.archive.org/web/20130516182537/http://www.visitesposende.com/downloads_uteis/TrilhoEntreoNeivaeoAtlanticoDESCRICAO.pdf ]
- PR2 EPS "Trilho da natureza: entre o Cávado e o Atlântico" (5,7km - fácil - circular)
- PR3 EPS "Trilho das Cangostas" (11,7 km - médio/baixo - circular - marcado)
- PR4 EPS "Trilho das Azenhas de Antas" (12,5 km - fácil - circular - marcado)
- PR5 EPS "Pela Arriba Fóssil: da Senhora da Guia ao Monte de Faro" (9,5 km - médio - linear - marcado)
- PR6 EPS "Castro de São Lourenço" (10,5 km - fácil - circular - marcado)
- PR7 EPS - Caminho dos Mareantes (6,24 km - fácil - circular)
- PR8 EPS - Caminho da Memória (5,85 km - fácil - circular)
- PR9 EPS “Caminhos da Fé – Belinho” (9,5 km - médio - circular - marcado)
- PR10 EPS "Margens do Neiva" (13,54 km - fácil - circular - marcado)
- PR11 EPS - Entre Vales e Quintas (12 km - fácil - circular)
- PR12 EPS - Trilho das Masseiras (7,4 km - fácil - circular)
- PR13 EPS- Gemeses: terra de passagem (14,1 km - médio - circular)

## Imagens

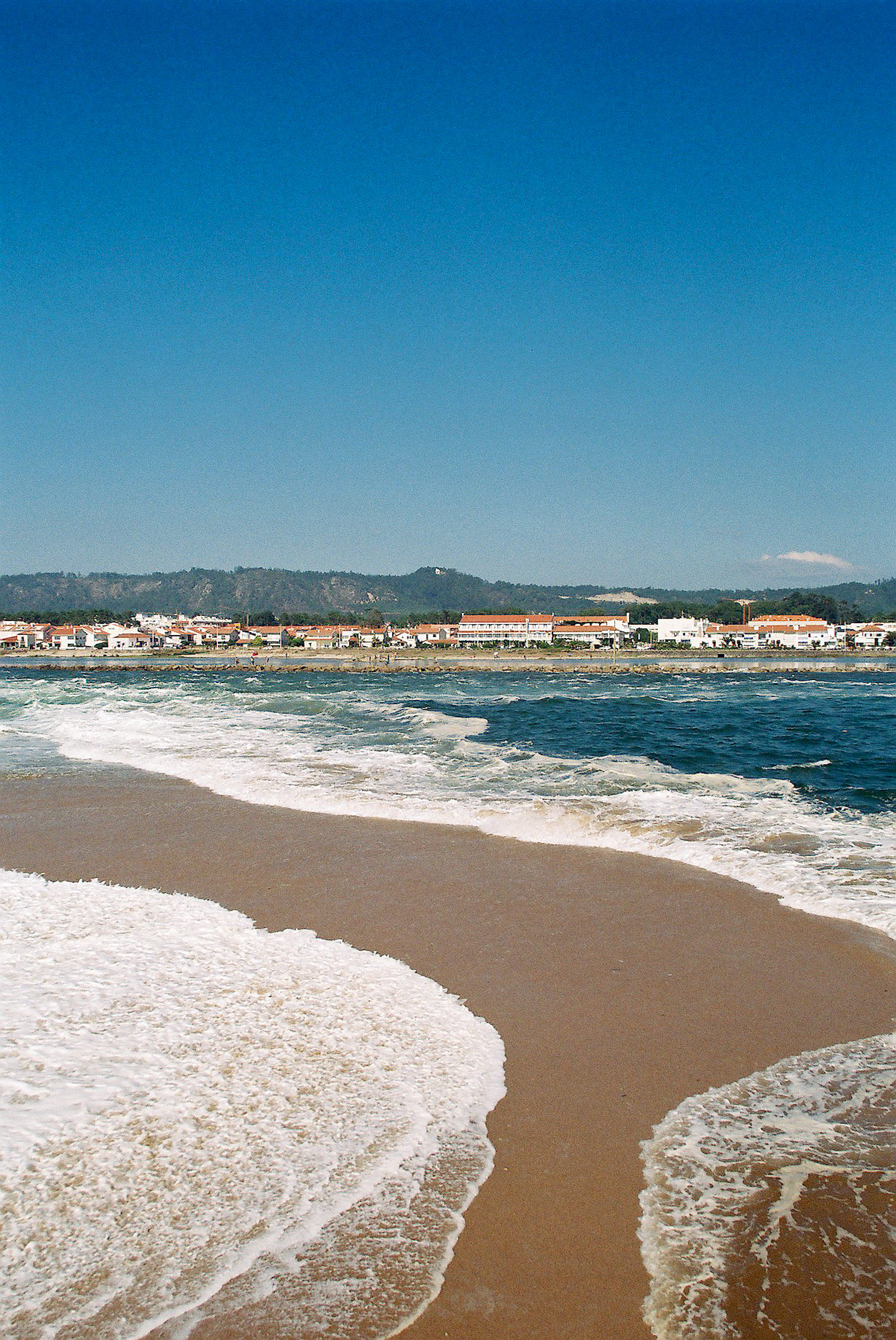
Rio Cávado em Esposende
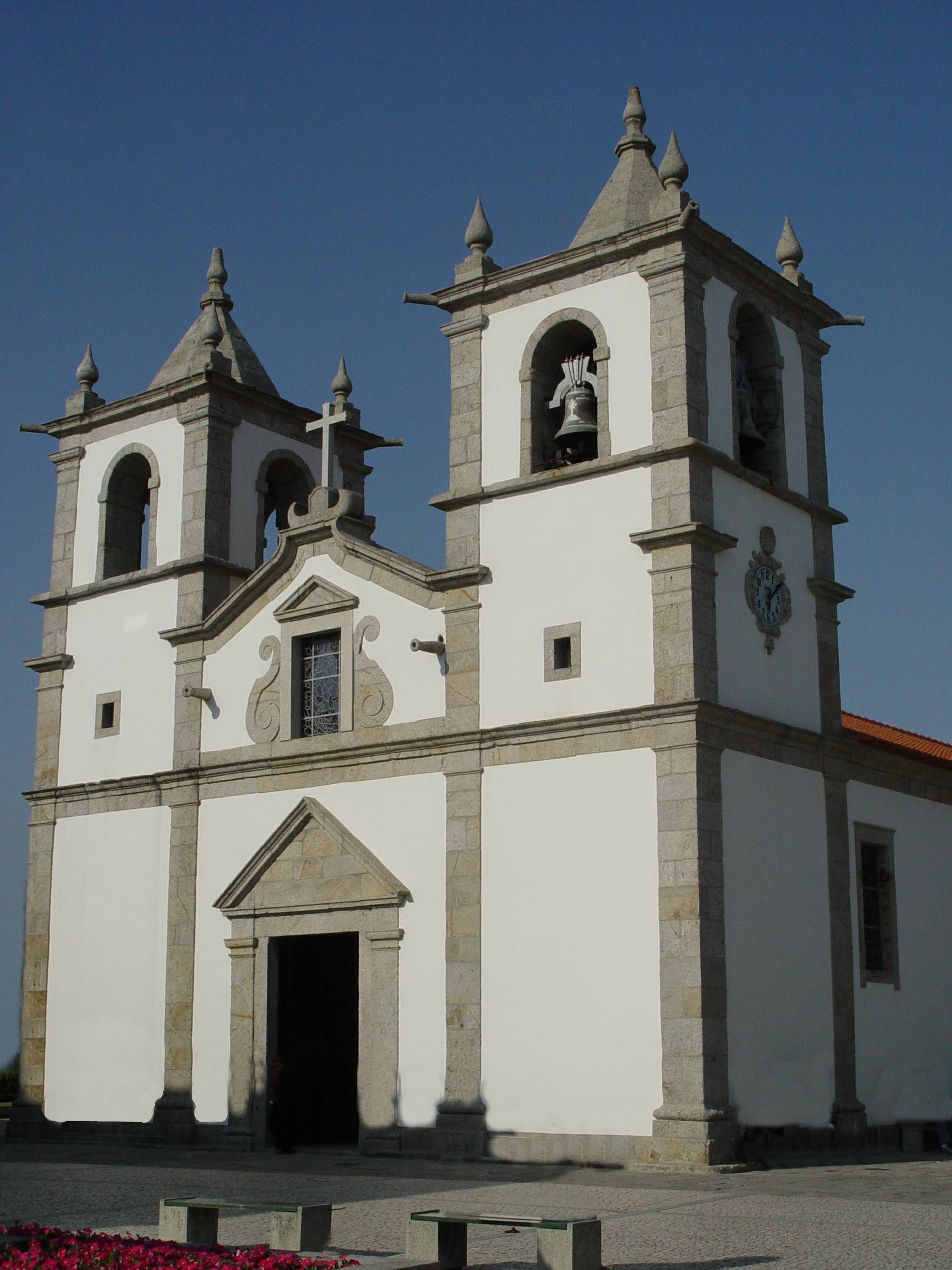
Igreja Matriz
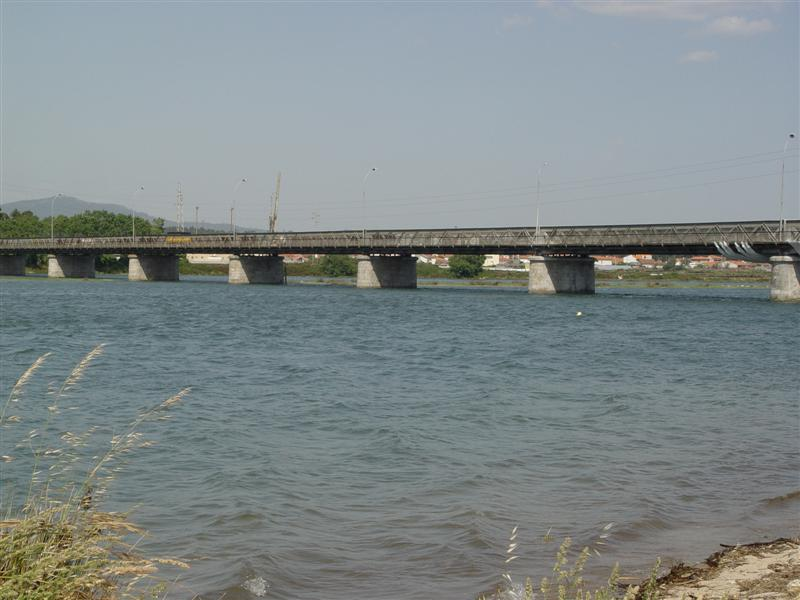
Ponte de Fão
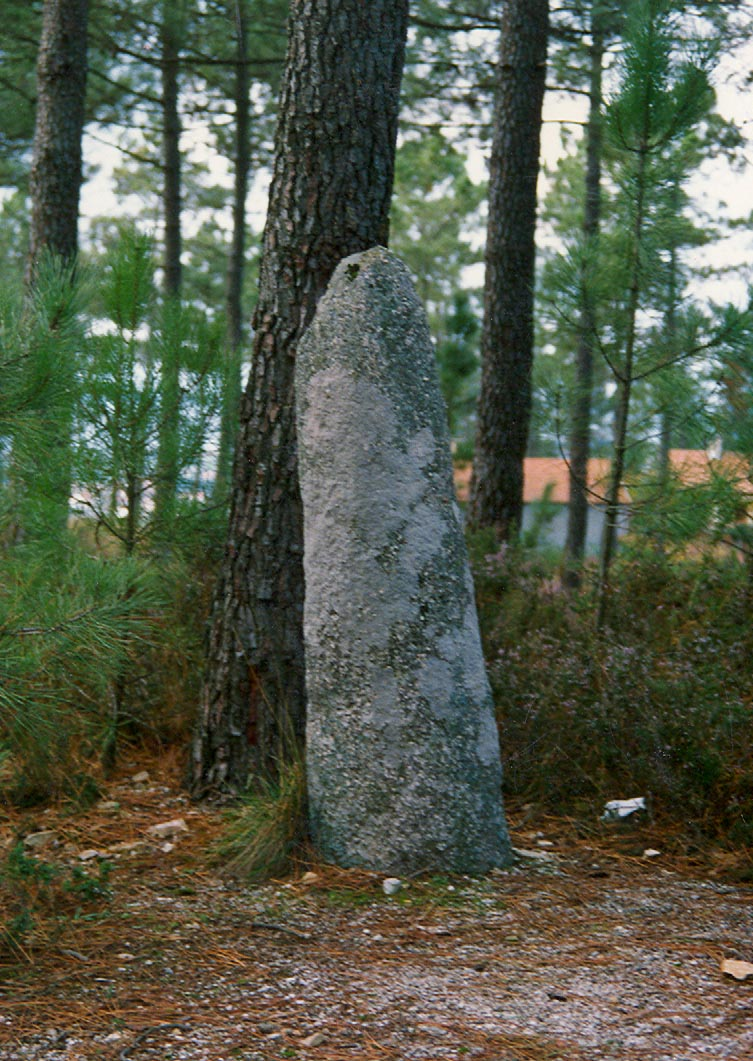
Menir de São Paio de Antas
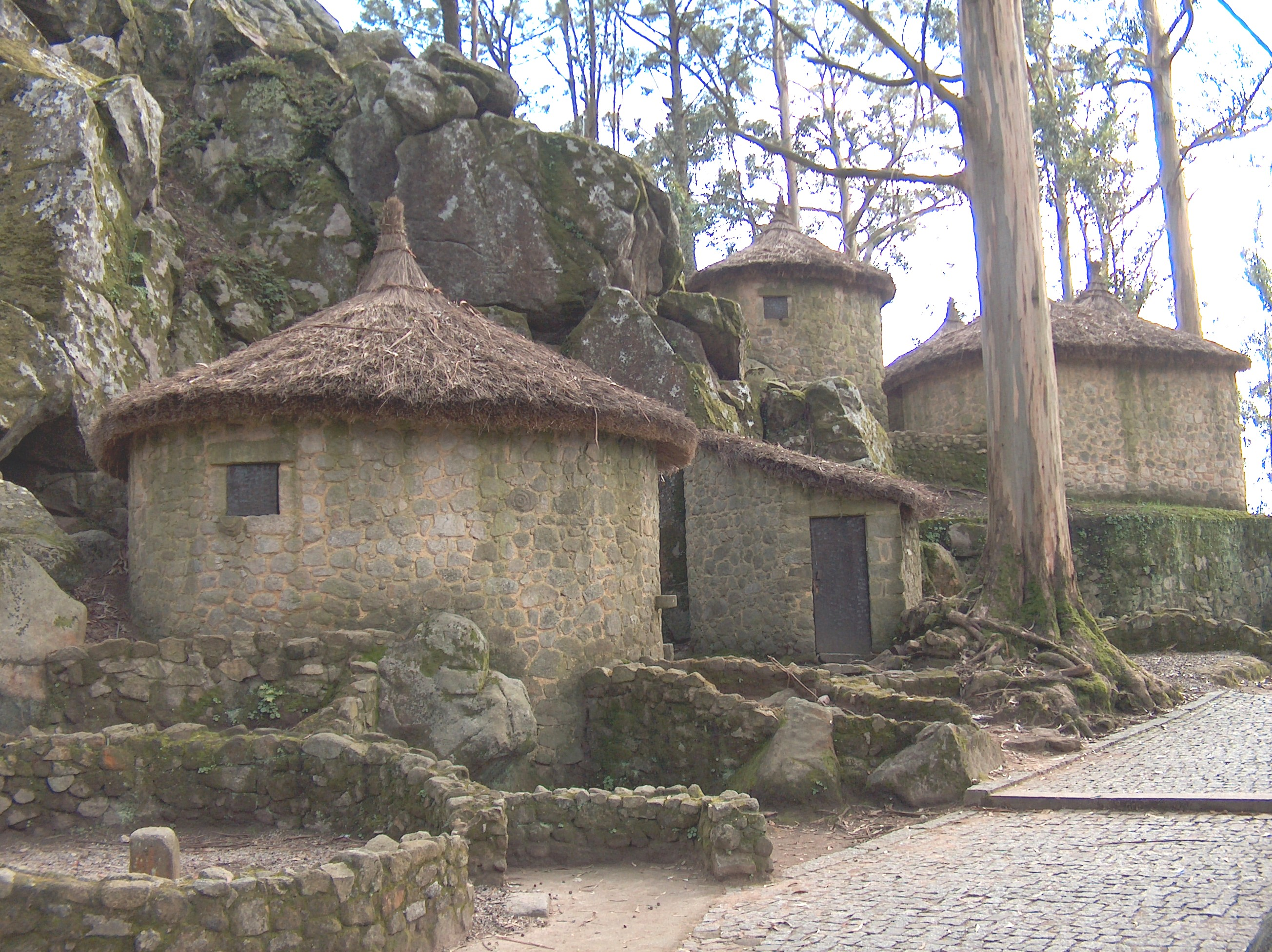
Castro de São Lourenço
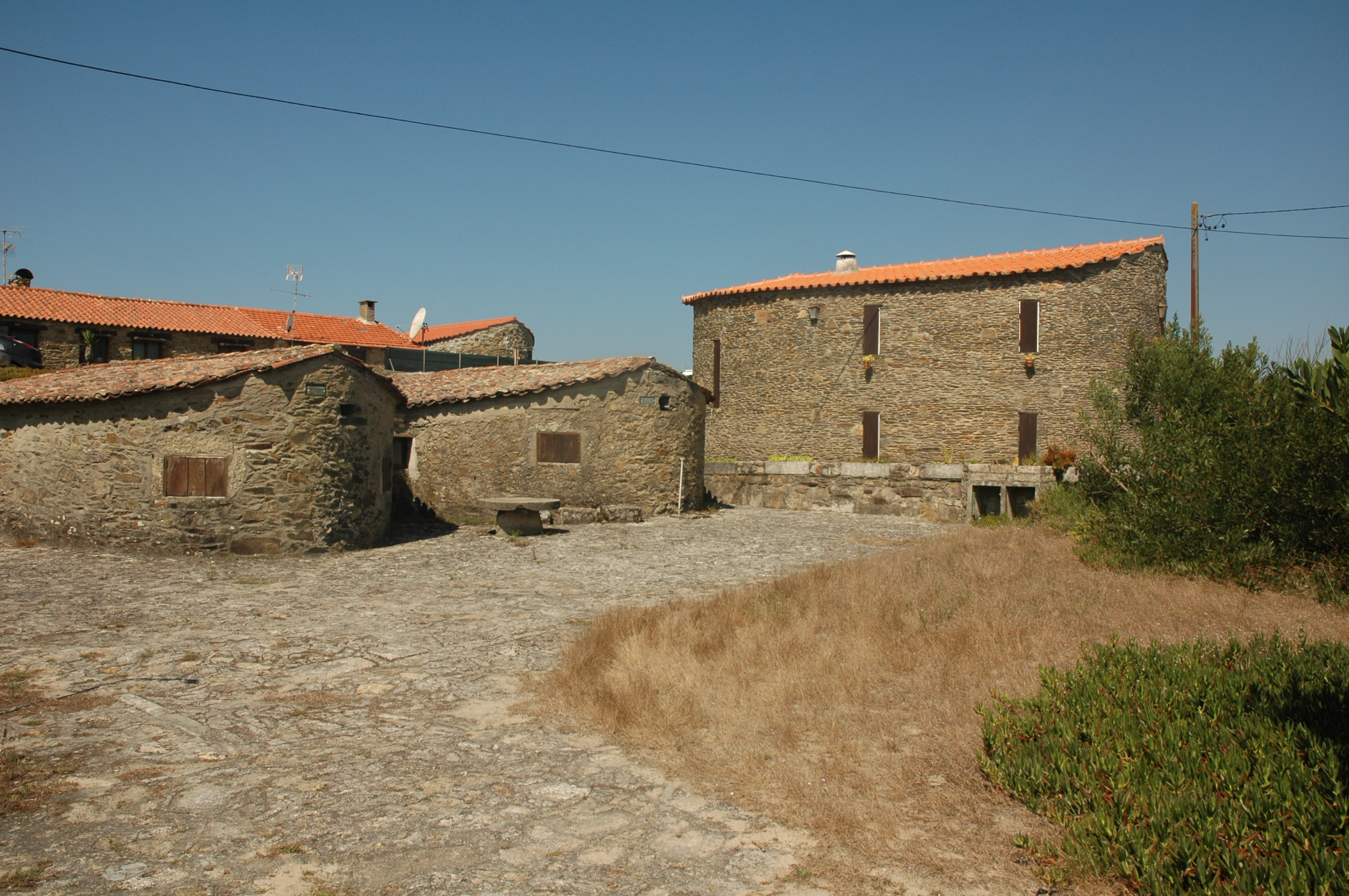
Lugar das Pedrinhas